# Krize evropských věd a transcendentální fenomenologie
Krize evropských věd a transcendentální fenomenologie (Die Krisis der europäischen Wissenschaften und die transzentale Phänomenologie: Eine Einleitung in die phänomenologische Philosophie) je poslední, nedokončená práce Edmunda Husserla, publikována posmrtně.

## Co znamená krize vědy
O krizi vědy a vědeckosti, poznamenává Husserl, se v poslední době mluví stále častěji. I když přírodní vědy jsou stále vzorem přísné vědeckosti a nepřestávají nás udivovat silou svých úspěchů, mnozí stále více pociťují to, že na přelomu století nastal silný obrat v hodnocení vědy.
Tento obrat se netýká jejich vědeckosti, nýbrž toho, co vědeckost, co věda vůbec znamenala a může znamenat pro konkrétní lidský život.
Edmund Husserl
Výjimečná moc vědy nechávala ve stínu velmi důležitou okolnost, která je rozhodující pro „skutečného člověka“, tj. jednostranné „faktické vědy“ vytvářejí pouze „faktického člověka“. A po první světové válce, jak říká Husserl, je vědomí tohoto faktu stále silnější, zvláště u mladé generace.
V našich životních úzkostech, jak slyšíme, nemá nám tato věda co říci.
Edmund Husserl
Nechává totiž zásadně stranou problémy, které mají pro současného člověka životně důležitý význam, tj. otázky smyslu nebo nesmyslnosti veškeré lidské existence.
Dílo není namířeno proti vědcům a vědě jako takové, nepopírá její výsledky ani technické vynálezy, ale bojuje proti nebezpečnému přetechnizovanému myšlení-nemyšlení lidí. Husserl nemá na mysli pouze krizi moderní přírodovědy a duchovědy, ale kritický stav evropského duchovního života, jenž souvisí s kulturou, politikou, dějinami a sebepochopením evropského lidstva. Husserl zde nehovoří o Evropě v geografickém slova smyslu, nýbrž ji pojímá jako duchovní útvar, v němž žijí lidé jako evropské lidstvo. V duchovním smyslu podle něj k Evropě přináleží britská dominia i Spojené státy, ale nepatří k ní například Eskymáci, Indiáni či kočovní cikáni. Husserlova Krize je inspirací k zamýšlení se nad samozřejmostí vědeckého myšlení, jeho údajného vývoje, pokroku a pravdy.

## Odcizení vědy člověku
Edmund Husserl si uvědomil, že nejen vědy, nýbrž celý soudobý duchovní život se ocitl ve zvláštní krizi. Moderní člověk oslepený úspěchy věd, od kterých očekával, že se stanou měřítkem pravého pokroku ve společnosti a snad i nahradí náboženství, postupně pociťuje zklamání a zjišťuje, že vědy člověka neučiní moudřejším ani nejsou schopny zodpovědět důležité otázky smyslu lidského života. Nedokáží člověka lépe zorientovat v každodenním životě, naplněném starostmi i radostmi. Věda se podle něj člověku odcizila.

## Věda a filosofie v antice
Dle Husserla musí jít o chybu, kterou je třeba prozkoumat a zjistit, v čem spočívá ona odvrácena strana úspěšnosti věd a následně ji napravit. Z tohoto důvodu se Husserl ve svém zkoumání vrací ke kolébce západní vědy, ke starověké řecké filosofii. Konstatuje, že filosofie vznikla jako obdivuhodné dílo rozumu, jako univerzální věda, která se posléze větví do různých vědeckých disciplín. Řecké myšlení rozdělilo svět na dvě oblasti: doxa a epistémé.
- Doxa (praxe) je naše mínění vznikající na základě zjevů v každodenním životě. Představuje naši subjektivně-relativní pravdivost a postačuje nám pro orientaci při běžných činnostech.
- Epistémé (teorie), je naopak nerelativní vědění, jež vykazuje bytí samo o sobě, je neproměnlivé, statické, není bezprostředně vnímatelné a platí jako čisté poznání pravdy. V novověku se však doxa a epistémé propastně oddělilo.

Pro řecké myšlení je na rozdíl oproti novověkému příznačné, že oddělení teorie a praxe neznamenalo odpoutání teoretického života od života praktického. Je založeno na ideji vědeckého rozumu, jehož normou má být jediná obecně platná pravda jako konečný cíl opravdového poznání. Filosofie a věda jdou až do středověku ruku v ruce a jsou založeny na postoji, který se ptá po smyslu věcí, aniž by s přírodou, věcmi a lidským myšlením manipulovaly či je ovládaly. Problematizují pouze jejich samozřejmost každodenního zjevování.

## Proměny vědy v novověku
Novověká moderní věda již manipuluje se světem, je experimentální a stojí na odlišném základě než věda a filosofie konstituovaná v antickém myšlenkovém světě. Zhroutila se víra v jednotnou a sjednocující vědu – filosofii, došlo ke krachu víry v rozum v antickém pojetí. Mezi filosofií a vědou vznikla obrovská propast, díky níž se svět rozštěpil na svět, který je nám každodenně dán prostřednictvím názorné zkušenosti a svět vědecký. Příčinu spatřuje Husserl v novověkém objektivismu, který se stal vůdčím stylem myšlení. Náhledem objektivismu je pravda našeho světa vyjádřena výlučně ve vědeckých definicích a teoriích. Tuto situaci můžeme rovněž nazvat technizací, jež se pohybuje v ideálním prostoročase a nereflektuje reálnou situaci každodenního subjektivně-relativního života. Svět, jak si jej konstruuje věda, je umělý svět, ve kterém člověk sám sebe pojímá jako umělý objekt, konstrukt i produkt vlastních vědeckých koncepcí. Jak se vyjádřil Husserl: „Vědy o pouhých faktech vytvářejí lidi vidoucí jen fakty“. Dochází ke změně smyslu světa a ke ztrátě moderní vědy jako univerzálního poznání.

## Galileovský styl vědy
Husserl se v rámci analýzy krize věd věnuje galileovské vědě, jako určitému stylu vědy 17. století, který měl rozsáhlý vliv na utváření evropského lidstva a vědy až do 20. století. Galileovská věda podvrhla matematický svět idealit za jediný reálný svět a naopak prohlásila tuto konstrukci za jedině pravou objektivní realitu s tím, že předvědecký svět je odvozený a této konstrukci podřazený. Husserl hovoří o matematizaci přírody, neboť veškerý svět ve všech jeho aspektech je vztažený k čisté matematice. Věda zaměnila řecké a středověké hledání pravdy za hledání objektivity uvedeného druhu.

## Nebezpečí technizace
Husserl v rozborech podtrhuje nebezpečí vědecké technizace, které spočívá v tom, že člověka od raných let vychovává k životu ve dvojím světě. Na jedné straně ve světě vědeckém, objektivním. Na straně druhé ve světě subjektivním, tedy okamžitě přístupném, v němž však podle vědeckého myšlení musíme teprve hledat tu správnou cestu k věcem a světu kolem nás prostřednictvím exaktních metod. Proti tomu Husserl namítá, že my lidé jsme již u věcí, v těsném kontaktu se světem. Nemusíme si k němu klestit cestu skrze vědecké metody. Husserl navzdory všem kritickým stanoviskům není odpůrcem vědy. Jde mu naopak o její navrácení k původním kořenům smyslu, jenž byl zatemněn a pozměněn.

## Husserlova terapie
Uvedené rozbory, zabývající se nejprve samotným vznikem vědy a dále kritikou galileovské vědy, zapadají do důležitého směru Husserlovy fenomenologie, která chce objasnit a interpretovat vědeckou činnost a její výsledky jakožto produkty ducha a pokusit se založit vědu na nových smysluplných základech. Fenomenologická metoda nemá být založena na vědeckých konstrukcích a abstrahování od subjektivního života, nýbrž právě naopak. Fenomenologie chce být vědou o podstatných průbězích naší zkušenosti, v níž se věci samy ukazují, v níž se s nimi setkáváme jako s něčím, čemu rozumíme, co má pro nás smysl. Její zkoumání se odehrává na základě transcendentální subjektivity, tj. absolutně fungující vědomí. Na základě takto teoreticky koncipovaného vědomí se Husserl domnívá, že jeho fenomenologie může znovu založit nejen vědy přírodní, nýbrž i duchovní a tím podat lék na vyřešení krize, do níž se evropské lidstvo vinou své zbloudilosti dostalo.